# Saint-Jeure-d'Ay

Saint-Jeure-d'Ay este o comună în departamentul Ardèche din sud-estul Franței. În 1 ianuarie 2022 avea o populație de 497 de locuitori.